# Doxocopa
Doxocopa är ett släkte av fjärilar. Doxocopa ingår i familjen praktfjärilar.

## Bildgalleri

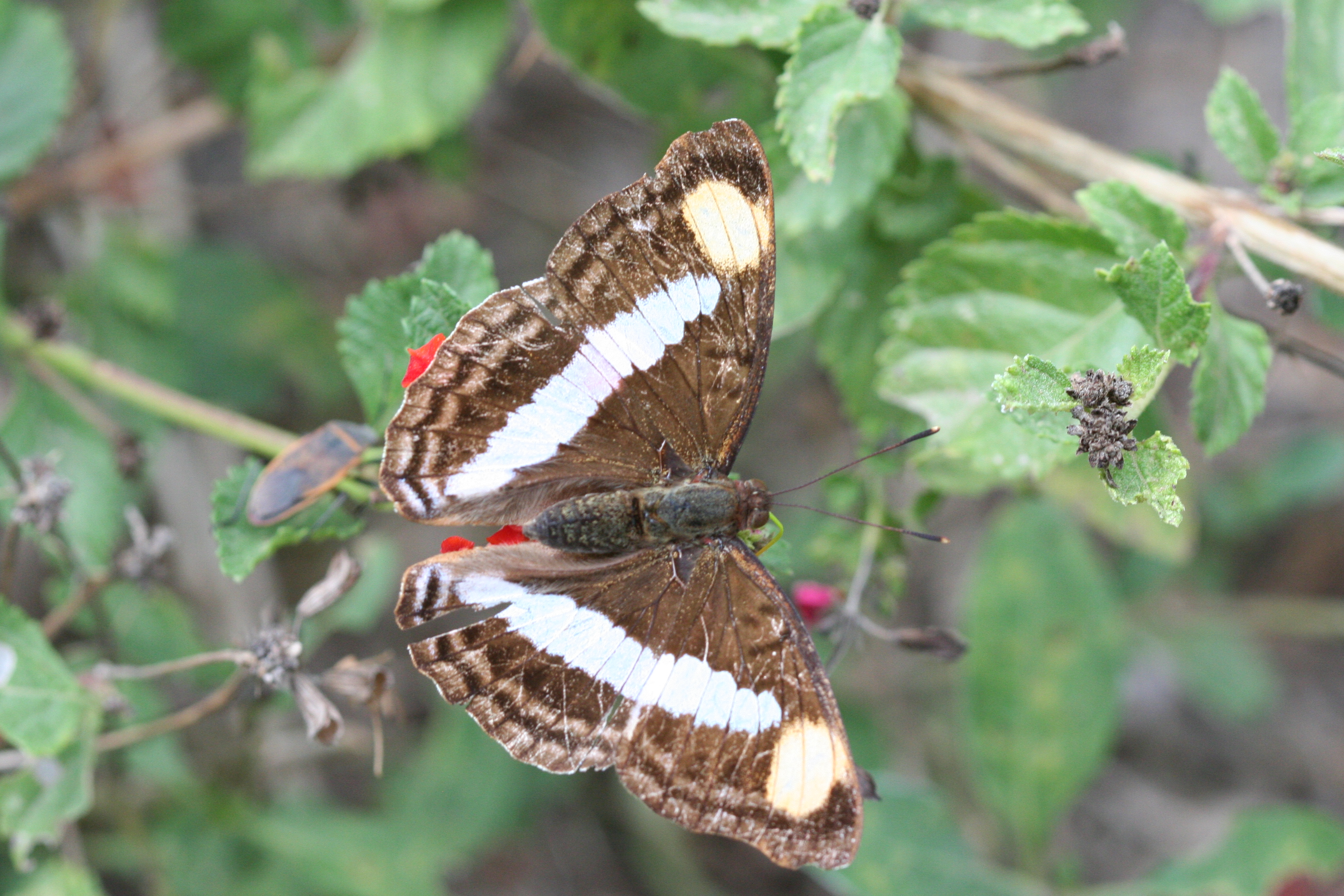
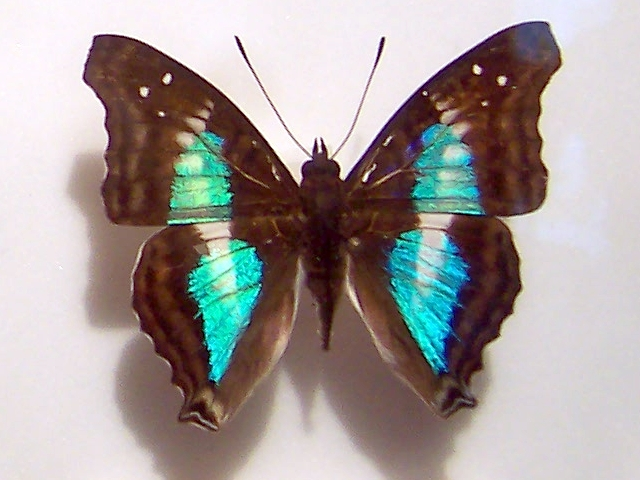
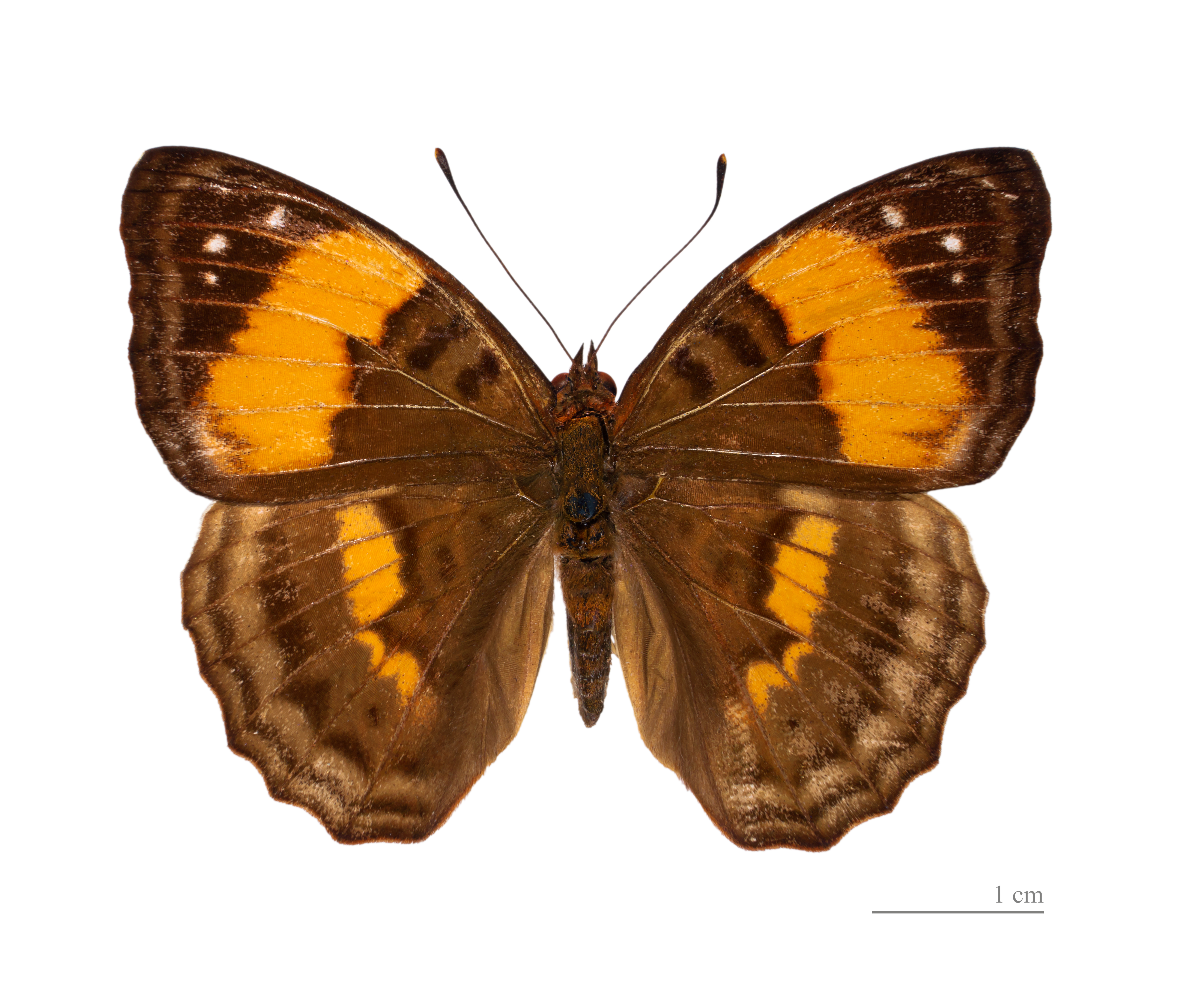
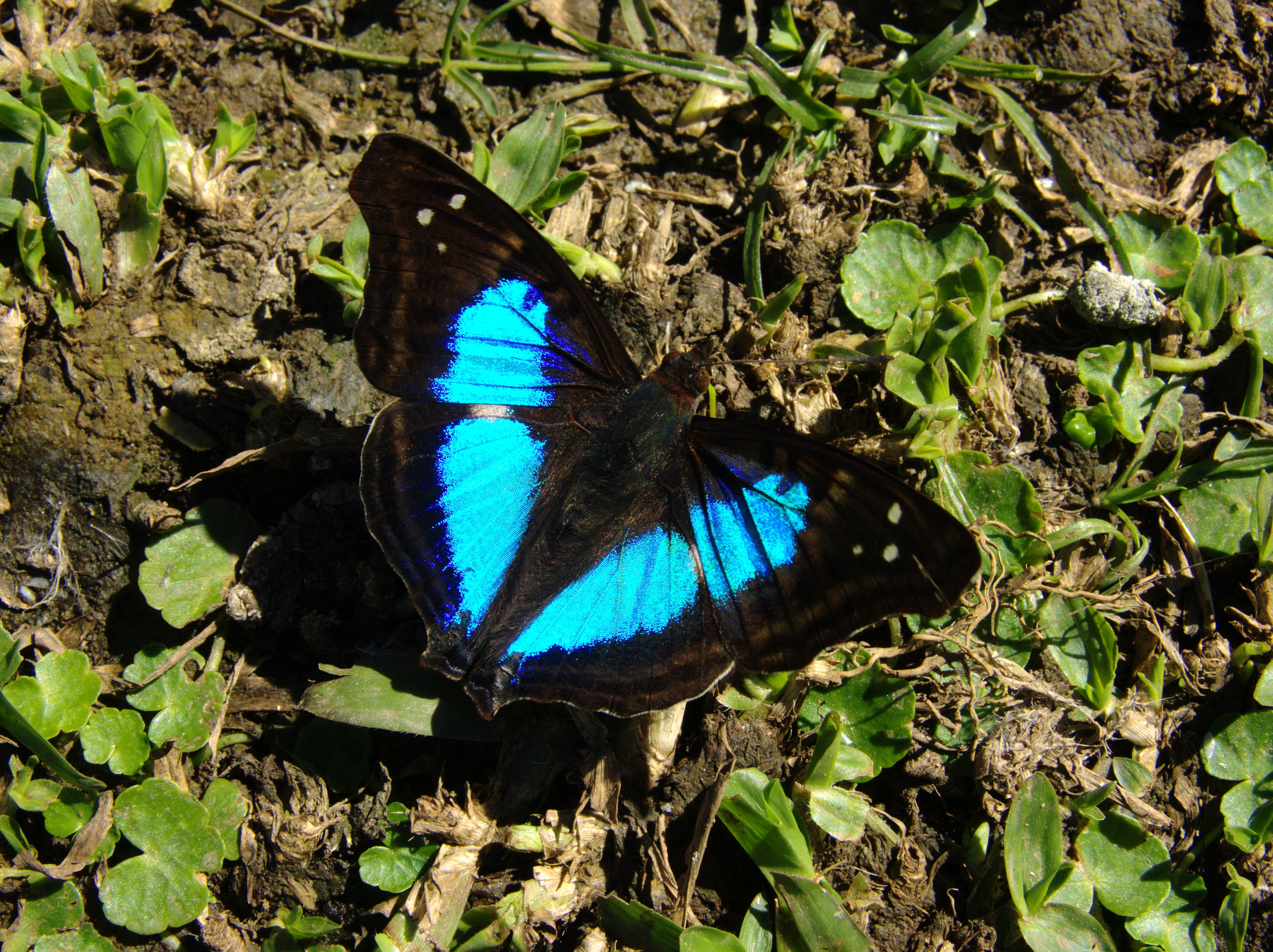
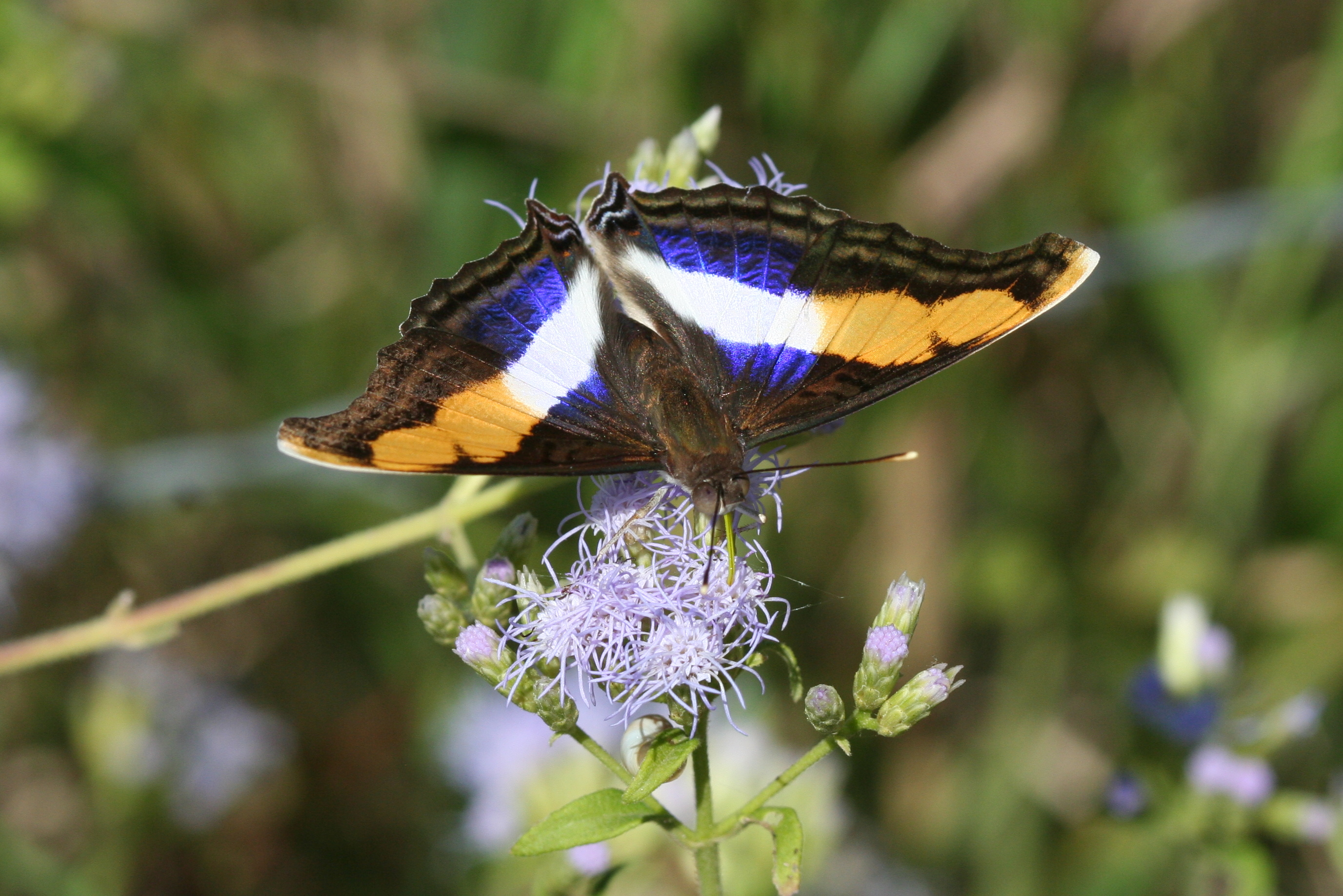
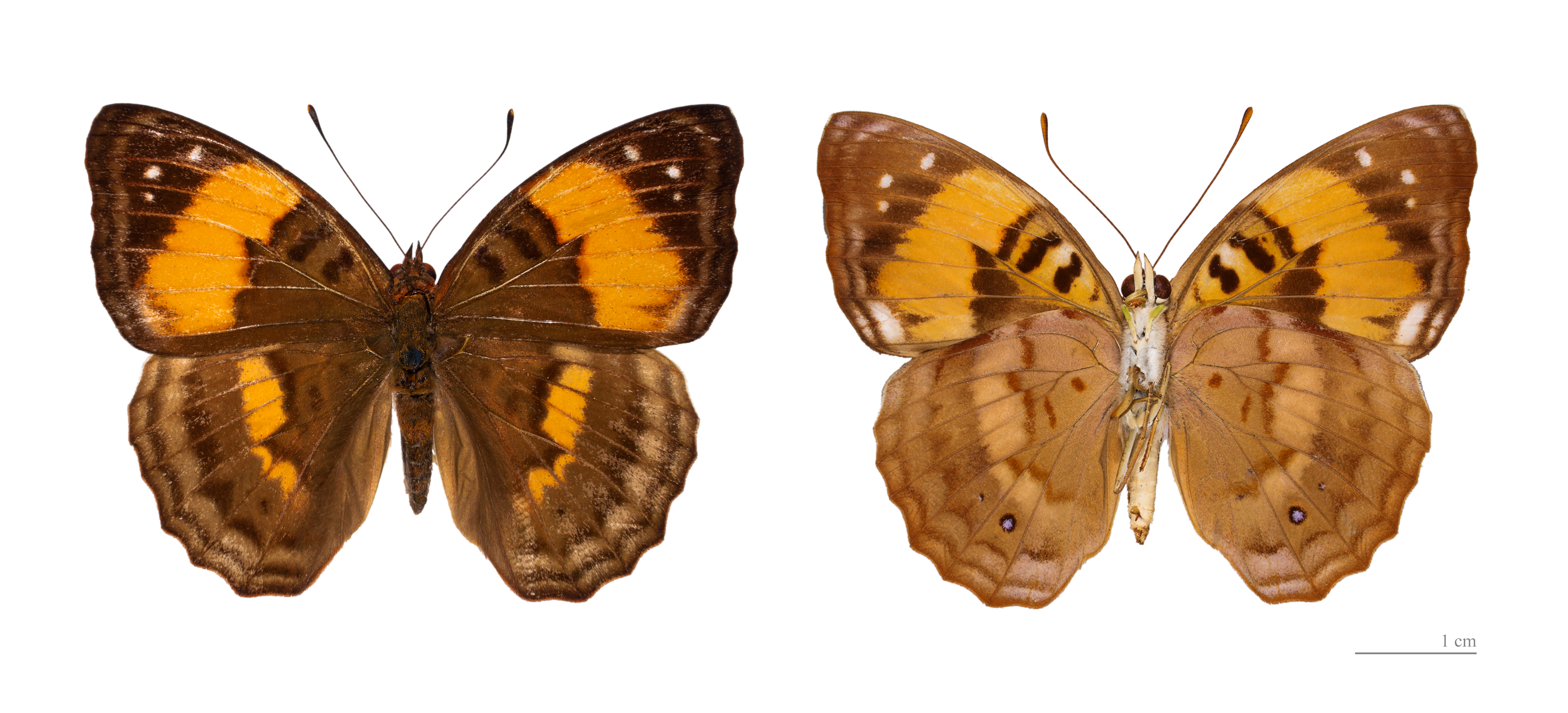

## Dottertaxa tillDoxocopa, i alfabetisk ordning[1]
- Doxocopa acca
- Doxocopa acharis
- Doxocopa agathina
- Doxocopa agathis
- Doxocopa agatinus
- Doxocopa albofasciata
- Doxocopa anaemica
- Doxocopa andicola
- Doxocopa angelica
- Doxocopa angelina
- Doxocopa anna
- Doxocopa beckeri
- Doxocopa bertila
- Doxocopa boliviana
- Doxocopa burmeisteri
- Doxocopa butleri
- Doxocopa caesitia
- Doxocopa callianira
- Doxocopa cherubina
- Doxocopa chlorotaenia
- Doxocopa clothilda
- Doxocopa cretacea
- Doxocopa cretaceata
- Doxocopa cuellinia
- Doxocopa cyane
- Doxocopa cyanippe
- Doxocopa doxocopa
- Doxocopa druryi
- Doxocopa elis
- Doxocopa excelsa
- Doxocopa fabaris
- Doxocopa fabricii
- Doxocopa farge
- Doxocopa favorita
- Doxocopa felderi
- Doxocopa floris
- Doxocopa fluibunda
- Doxocopa fruhstorferi
- Doxocopa geyeri
- Doxocopa godmani
- Doxocopa griseldis
- Doxocopa huambiensis
- Doxocopa hübneri
- Doxocopa inumbrata
- Doxocopa kallina
- Doxocopa laura
- Doxocopa laure
- Doxocopa laurentia
- Doxocopa laurentis
- Doxocopa lauretta
- Doxocopa lauricola
- Doxocopa laurina
- Doxocopa laurona
- Doxocopa lavinia
- Doxocopa linda
- Doxocopa lucasii
- Doxocopa maja
- Doxocopa majugena
- Doxocopa marse
- Doxocopa mathani
- Doxocopa mentas
- Doxocopa mexicana
- Doxocopa mileta
- Doxocopa mima
- Doxocopa modica
- Doxocopa moritziana
- Doxocopa murrina
- Doxocopa myia
- Doxocopa nitoris
- Doxocopa occidentalis
- Doxocopa ornata
- Doxocopa ornatina
- Doxocopa parva
- Doxocopa paulana
- Doxocopa paulistana
- Doxocopa pavonii
- Doxocopa pavonius
- Doxocopa plesaurina
- Doxocopa reducta
- Doxocopa reliqua
- Doxocopa selina
- Doxocopa seraphina
- Doxocopa speciosissima
- Doxocopa subtuniformis
- Doxocopa sultana
- Doxocopa thalysia
- Doxocopa thaumas
- Doxocopa theodora
- Doxocopa thoe
- Doxocopa vacana
- Doxocopa vacuna
- Doxocopa verdemicans
- Doxocopa wilmattae
- Doxocopa xantho
- Doxocopa zalmunna
- Doxocopa zunilda